# 옥시베이트 나트륨
옥시베이트 나트륨(영어: sodium oxybate)은 기면증 증상, 즉 갑작스러운 근육 약화 및 과도한 주간 졸림증을 치료하는 데 사용되는 약물이다. 자이렘(영어: Xyrem)이라는 상품명으로 판매된다. 옥시베이트 나트륨은 때때로 프랑스와 이탈리아에서 정맥 주사로 투여되는 마취제로 사용된다. 또한 이탈리아와 오스트리아에서 알코올 의존과 알코올 금단 증후군을 치료하기 위해 승인되고 사용된다.

## 같이 보기
- 기면증